# Guilherme de Almeida
Guilherme de Andrade de Almeida (Campinas, 24 de julho de 1890 — São Paulo, 11 de julho de 1969) foi um poeta, cronista, jornalista, crítico de cinema, ensaísta, escritor de livros infantis, conferencista e tradutor brasileiro. É considerado um verdadeiro comunicador, tendo utilizado, sem preconceitos, quase todos os meios de comunicação disponíveis em seu tempo: livro, jornal, revista, cinema, teatro, rádio, letra de música e hinos. 
Guilherme de Almeida era filho de Angelina de Andrade e de Estevam de Araújo Almeida, advogado e professor de direito da Academia do Largo de São Francisco, atualmente Faculdade de Direito da Universidade de São Paulo. Foi casado com Belkiss Barroso de Almeida, de cuja união nasceu o filho, Guy Sérgio Haroldo Estevam Zózimo Barroso de Almeida, que se casou com Marina Queirós Aranha de Almeida. Foi, com seu irmão, Tácito de Almeida (1889 - 1940), importante organizador da Semana de Arte Moderna de 22. 

## História
Guilherme de Almeida publicou, em 1916, duas peças de teatro que escreveu a quatro mãos com Oswald de Andrade. Em 1917 publica seu primeiro livro de versos, Nós, que alcançou grande sucesso, sobretudo entre o público feminino. O poeta passa então a colaborar ativamente em revistas, como A Cigarra. Seus livros seguintes alcançam grande sucesso de crítica e de público, situação que se altera quando publica Meu (livro de estampas) e Raça, em 1925, considerados pelo poeta um fracasso de vendas por explorar uma linguagem mais experimental afim dos princípios modernistas. Neste mesmo ano, viaja ao Rio Grande do Sul, ao Pernambuco e ao Ceará com a intenção de divulgar a estética modernista, fazendo na capital destes estados a conferência A Revelação do Brasil pela Poesia Moderna. Em Pernambuco, Gilberto Freyre, defensor do Regionalismo, abre franca polêmica com Guilherme de Almeida. Um dos poemas de Guilherme de Almeida, "A Carta Que Eu Sei de Cor", presente em seu livro "Era uma vez", foi declamado na Faculdade de Letras de Coimbra, em 1930, na importante conferência "Poesia Moderníssima do Brasil" - esta conferência foi estampada na revista 'Biblos' (Faculdade de Letras de Coimbra), Vol. VI, n. 9-10, Coimbra, Setembro e Outubro de 1930, pp. 538 – 558; e no 'Jornal do  Commercio', Rio de Janeiro, domingo, 11 de janeiro de 1931, página 3). Foi um dos fundadores da Fundação Escola de Sociologia e Política de São Paulo, onde lecionou Ciência Política.
Guilherme de Almeida foi ainda um dos fundadores da Revista Klaxon, que visava a divulgação da ideias modernistas, tendo realizado sua capa, assim como os arrojados anúncios da Lacta, para a mesma Revista. Elaborou também a capa da primeira edição do livro "Paulicéa Desvairada", de Mário de Andrade. Os livros de Guilherme de Almeida são considerados pequenas obras-primas das artes gráficas, com capas e ilustrações realizados por artistas como Correa Dias, Di Cavalcanti, John Graz, José Wash Rodrigues e Anita Malffati.
Guilherme de Almeida colaborou com diversas revistas que defendiam o modernismo, como a Terra Roxa, A Revista, Estética e Revista de Antropofagia, tendo escrito poemas-piada à moda de Oswald de Andrade, como o poema Humorismo (Meu, 1925) e outros publicados em revistas. Apesar disso, preferiu a ironia e a paródia à blague e à sátira propriamente.  Defensor da democracia liberal e de uma poesia moderna e refinada, Guilherme de Almeida foi duramente atacado pelos escritores ligados ao Movimento Verde e Amarelo, de orientação proto-facista (integralismo) e que procuravam uma poesia mais "tosca" como Cassiano Ricardo. Porém, Mário de Andrade e outros escritores da época notaram que os livros de Cassiano Ricardo eram praticamente plágios da obra de Guilherme de Almeida. Ao ler Borrões de Verde e Amarelo, de Cassiano Ricardo, Mário de Andrade escreveu escandalizado "Meu Deus! O Gui [Guilherme de Almeida] é imitado em tudo neste livro!". Barbosa Campos é mais direto e acusa Cassino explicitamente de plagiar Guilherme de Almeida no artigo "O caçador Caçado - a propósito de um plágio de Guilherme de Almeida".
Sérgio Buarque de Holanda, Prudente de Moraes Neto e Oswald de Andrade também polemizaram contra Guilherme de Almeida. Estes escritores acusavam o poeta de não ser suficientemente radical, e de fazer uma poesia excessivamente inteligente e sutil.
Os livros propriamente modernistas de Guilherme de Almeida são Era Uma Vez... (1922), A Frauta que Eu Perdi (1923), Meu (1925), Raça (1925) e, em parte, Encantamento (1925). Depois deste período, nota-se um arrefecimento do experimentalismo na poesia de Guilherme de Almeida. Isto porém, não o impede de produzir algumas obras-primas principalmente em seus últimos anos, quando escreve Rua (1961), Rosamor (1965) e Margem (1968, publicado postumamente em 2010). Porém, as obras do poeta mais aplaudidas pelos críticos literários são, até hoje, aquelas que compôs em sua juventude: Nós (1917), A Dança das Horas (1919), Messidor (1919 - obra que reúne as duas anteriores mais Suave Colheita) e Livro de Horas de Soror Dolorosa - Aquela que Morreu de Amor (1920, livro no qual os poemas são escritos do ponto de vista de um Eu Lírico feminino). Em muitas delas, Guilherme de Almeida já usa o humor e a paródia como forma de composição, bem como metáforas e comparações inovadoras. As obras de caráter modernista e as de sua última fase merecem uma revisão crítica, pois Guilherme de Almeida é um poeta pouco estudado. Até hoje não há edição completa de sua poesia. 
Foi o primeiro modernista a entrar para a Academia Brasileira de Letras (1930).Terceiro ocupante da Cadeira 15, eleito em 6 de março de 1930, na sucessão de Amadeu Amaral e recebido pelo Acadêmico Olegário Mariano em 21 de junho de 1930. Recebeu o Acadêmico Cassiano Ricardo. Em 1958, foi coroado o quarto "Príncipe dos Poetas Brasileiros" (depois de Bilac, Alberto de Oliveira e Olegário Mariano). A essência de sua poesia é o ritmo “no sentir, no pensar, no dizer”. Dominou amplamente os processos rímicos, rítmicos e verbais, bem como o verso livre, explorando os recursos da língua, a onomatopeia, as assonâncias e aliterações. Na época heroica da campanha modernista, soube seguir diretrizes muito nítidas e conscientes, sem se deixar possuir pela tendência à exaltação nacionalista. Nos poemas de Simplicidade, publicado em 1929, retornou às suas matrizes iniciais, à perfeição formal desprezada pelos outros, mas não recaiu no Parnasianismo, porque continuou privilegiando a renovação de temas e linguagem. Sobressaiu sempre o artista do verso, que o poeta Manuel Bandeira considerou o maior em língua portuguesa.
Entre outras realizações, foi o responsável pela divulgação do poemeto japonês haikai no Brasil.

## Vida pública

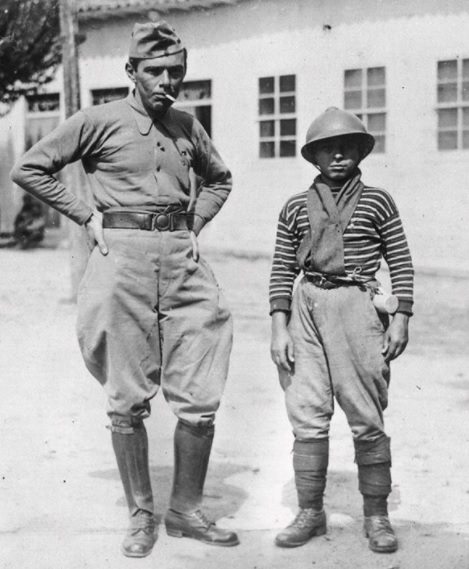
Guilherme de Almeida na Revolução de 1932.

Combatente na Revolução Constitucionalista de 1932 e exilado em Portugal, após o final da luta, foi homenageado com a Medalha da Constituição, instituída pela Assembleia Legislativa de São Paulo. Sua obra maior de amor a São Paulo foi seu poema Nossa Bandeira, além do Hino dos Bandeirantes - oficializado como letra do Hino do Estado de São Paulo - e da letra do hino da Força Pública (atual Polícia Militar do Estado de São Paulo). É proclamado "O poeta da Revolução de 32". Escreveu o poema Moeda Paulista, a pungente Oração ante a última trincheira, a letra do "Hino Constitucionalista de 1932/MMDC", O Passo do Soldado, de autoria de Marcelo Tupinambá, com interpretação de Francisco Alves. O poema treze listras em homenagem a bandeira do estado de São Paulo, que mais tarde foi feito o dobrado (música militar) treze listras do compositor e maestro Pedro Salgado
É de sua autoria a letra da Canção do Expedicionário com música de Spartaco Rossi, referente à participação dos pracinhas brasileiros na Segunda Guerra Mundial.
Autor da letra do Hino da Televisão Brasileira, executado quando da primeira transmissão da Rede Tupi de Televisão, realizada por mérito de seu concunhado, o jornalista Francisco de Assis Chateaubriand Bandeira de Melo.Dedicou-se ainda a outras artes e atividades, além da literatura e da poesia: desenhista amador, cultivou também a heráldica, tendo criado o brasão das cidades de São Paulo , Petrópolis (RJ), Volta Redonda (RJ), Londrina (PR), Brasília (DF), Guaxupé (MG), Caconde, Iacanga e Embu (SP).
Foi presidente da Comissão Comemorativa do Quarto Centenário da cidade de São Paulo.
Encontra-se sepultado no Mausoléu do Soldado Constitucionalista de 1932, no parque do Ibirapuera, na cidade de São Paulo, ao lado de Ibrahim de Almeida Nobre, o "Tribuno de 32", dos despojos dos jovens conhecidos pela sigla M.M.D.C. (Mário Martins de Almeida, Euclides Bueno Miragaia, Dráusio Marcondes de Sousa e Antônio Américo Camargo de Andrade), e do caboclo Paulo Virgínio.

## Casa Guilherme de Almeida

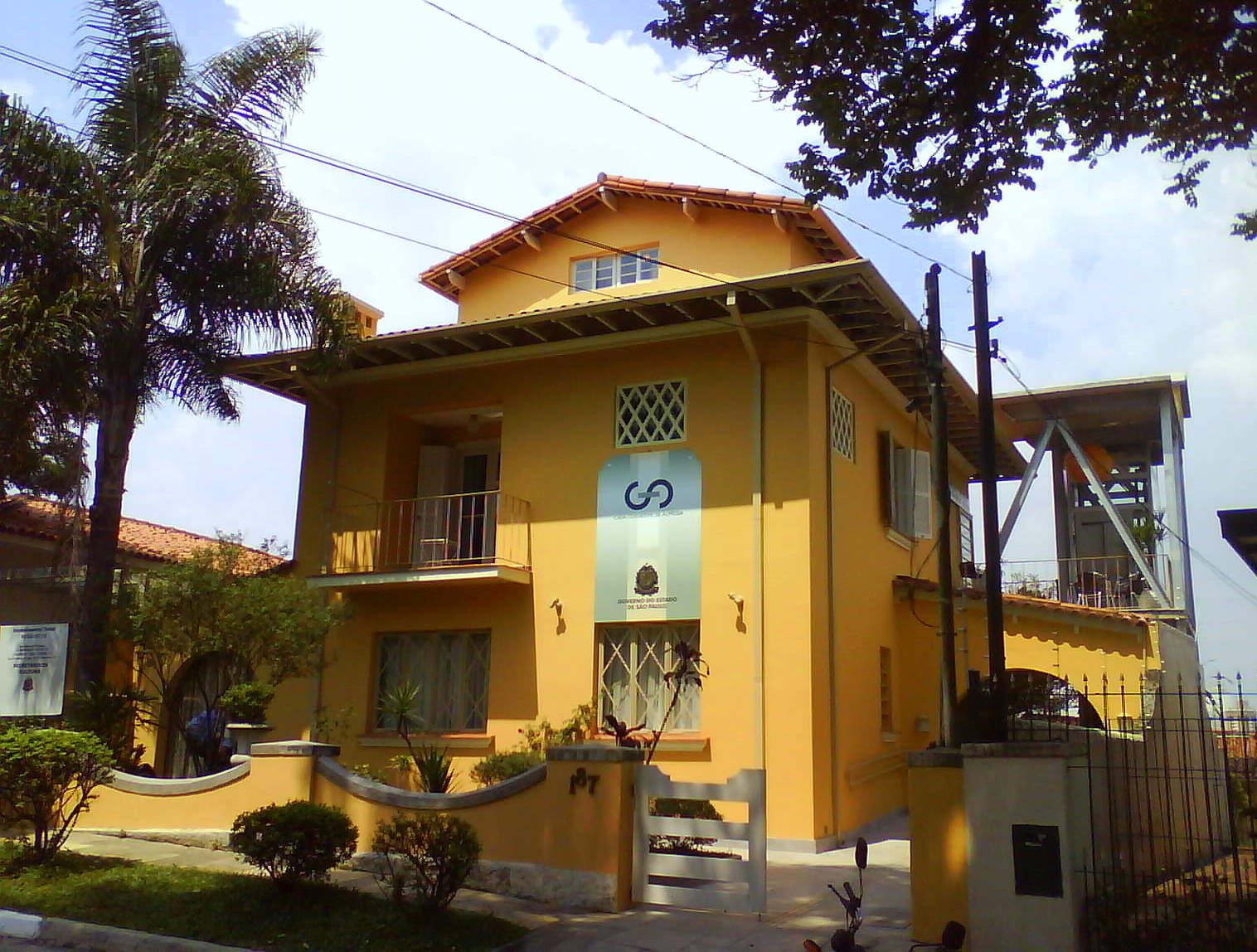
"A casa da colina" de Guilherme de Almeida

Guilherme de Almeida mudou-se para o local em 1946, um sobrado na rua Macapá, no Pacaembu, em São Paulo. Era chamado carinhosamente por ele como a "Casa da Colina". E ele a descreveu: "A casa na colina é clara e nova. A estrada sobe, pára, olha um instante e desce". Nela, o poeta viveu até 1969 e nela faleceu. Lá, os saraus eram bem animados, como lembra o poeta Paulo Bomfim. Também estavam sempre presentes os amigos Tarsila do Amaral, Oswald de Andrade, Anita Malfatti, Victor Brecheret, Noemia Mourão, René Thiollier, Saulo Ramos, Roberto Simonsen, Carlos Pinto Alves e tantos outros.
A casa, em 1979, tornou-se o Museu Casa Guilherme de Almeida, pertencente à Secretaria de Estado da Cultura do Governo do Estado de São Paulo, tendo sido "tombado como museu biográfico e literário" pelo Conpresp, em maio de 2009. O museu conta com importante acervo de obras de arte: quadros de Di Cavalcanti, Lasar Segall e Anita Malfatti, as primeiras edições dos jornais do poeta, entre seis mil volumes no total, além de mobiliário, peças pessoais e relíquias da Revolução de 1932.

## Obras do autor
Poesia

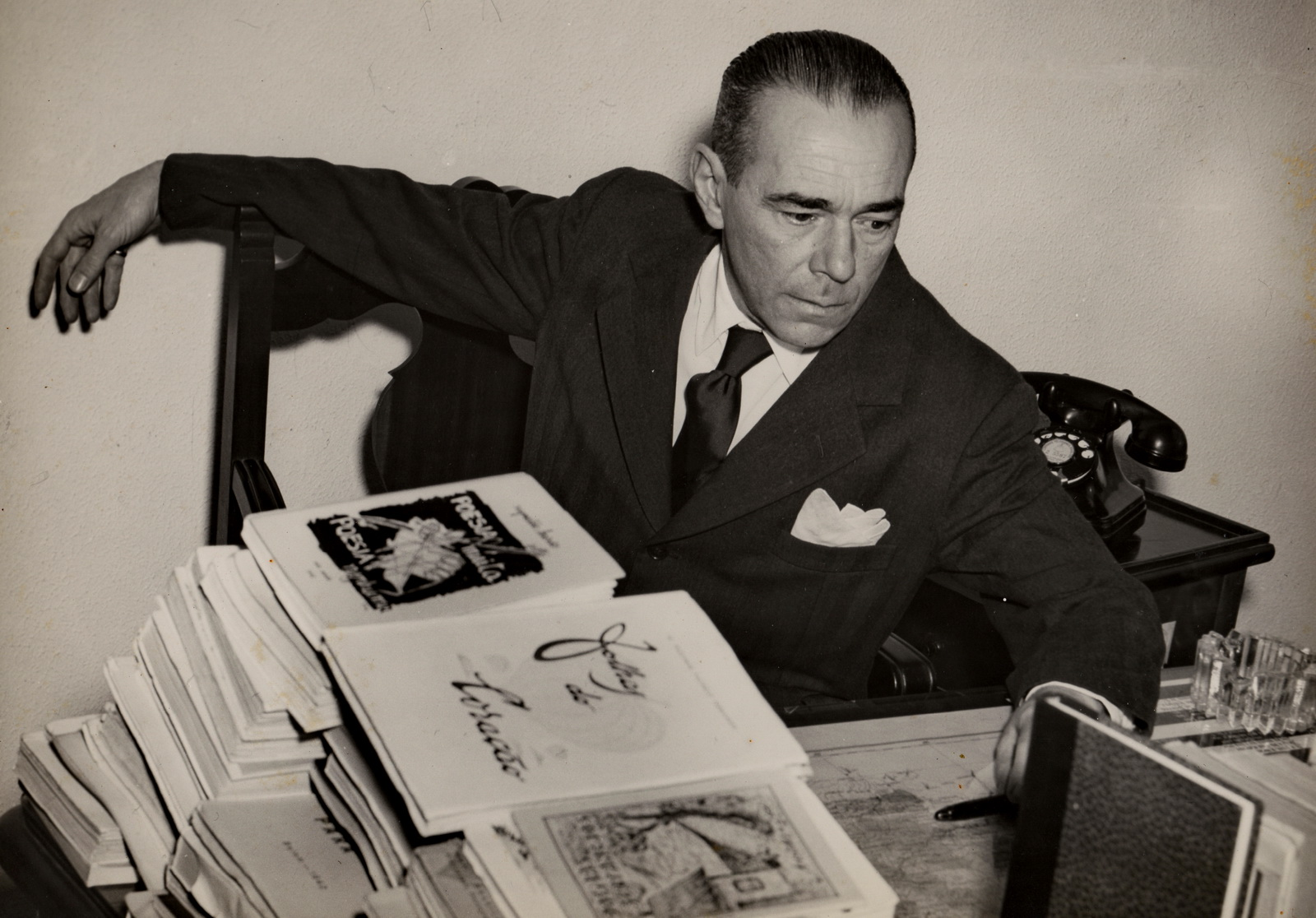
Guilherme de Almeida em seu escritório

- 1917 – Nós – capa e ilustrações de Correia Dias, oficinas de "O Estado de S. Paulo".[10]
- 1919 – A Dança Das Horas – capa e ilustrações de Di Cavalcanti, seção de obras de "O Estado de S. Paulo".
- 1919 – Messidor – capa de J. Wasth Rodrigues, oficinas da Casa Editora O Livro.
- 1920 – Livro de Horas de Soror Dolorosa –  capa e ilustrações de J. Wasth Rodrigues, oficinas de "O Estado de S. Paulo".
- 1922 – Era Uma Vez… - com desenhos de John Graz, edição de propriedade do Autor, impressa nas oficinas da Casa Mayença, S. Paulo.
- 1924 – A Frauta Que Eu Perdi – edição do Anuário do Brasil, Rio de Janeiro.
- 1925 – Meu –  capa de Paim, propriedade do Autor, impresso na Tipografia Paulista de José Napoli e Cia., São Paulo.
- 1925 - A Flor Que Foi um Homem (Narciso) – capa e desenhos de J. Wasth Rodrigues, Irmãos Marrano Editores, São Paulo.
- 1925 - Encantamento – capa de Correia Dias, Livraria do Globo e Irmãos Marrano Editores, São Paulo.
- 1925 - Raça – impresso na Tipografia Paulista de José Napoli e Cia., São Paulo.
- 1929 – Simplicidade – Cia. Editora Nacional, São Paulo.
- 1931 – Carta À Minha Noiva – Cia. Editora Nacional, São Paulo.
- 1931 - Você – com desenhos de Anita Malfatti, Cia. Editora Nacional, São Paulo.
- 1932 – Cartas Que Eu Não Mandei – Editora Guanabara, Rio de Janeiro.
- 1938 – Acaso - (reconstituição de ornatos e letras ao gosto vitoriano, século XIX), Cia. Editora Nacional, São Paulo.
- 1941 – Cartas Do Meu Amor – capa e desenhos de Noêmia, Livraria Martins Editora, São Paulo.
- 1947 – Poesia Vária – capa de Renato Zamboni, Livraria Martins Editora, São Paulo.
- 1951 – O Anjo De Sal – Edições Alarico, São Paulo.
- 1954 – Acalanto De Bartira – capa de Renato Zamboni, vinhetas de abertura e fecho de Brecheret e ornatos de Guidal, execução gráfica de Elvino Poccai, São Paulo.
- 1956 – Camoniana – com apresentação de Afrânio Peixoto, para a coleção Rubáiyát, da Livraria José Olympio Editora, Rio de Janeiro.
- 1957 – Pequeno Romanceiro – com desenhos de Gomide e letras de Abigail, Livraria Martins Editora, São Paulo.
- 1961 – Rua – com fotografias de Eduardo Ayrosa, Livraria Martins Editora, São Paulo.
- 1965 – Rosamor – com capa de Zamboni e ilustrações de Noêmia, Livraria Martins Editora, São Paulo.
- 1968 – Os Sonetos De Guilherme de Almeida – capa de Renato Zamboni, Livraria Martins Editora, São Paulo.[11]
- 2010 - "Margem: Poesia" - Apresentação de Marcelo Tápia; posfácio de Carlos Vogt, Annablume; Casa Guilherme de Almeida, São Paulo.

Poesia (traduções)
- 1932 – Eu e Você – tradução do Toi et Moi, de Paul Géraldy, ilustrações de Darcy Penteado, Cia. Editora Nacional, São Paulo.
- 1923 – O Gitanjali – de Rabindranath Tagore, Cia. Editora Nacional, São Paulo.
- 1936 – Poetas De França – edição bilingüe, Cia. Editora Nacional, São Paulo.
- Suíte Brasileira – terceira parte do livro de Luc Durtain Quatre Continents, coleção do Departamento Municipal de Cultura, São Paulo.
- 1939 – O Jardineiro – de Rabindranath Tagore, capa de Santa Rosa, Livraria José Olympio Editora, Rio de Janeiro.
- 1943 – O Amor de Bilitis (algumas canções) – de Pierre Louÿs, coleção Rubáiyát, Livraria José Olympio Editora, Rio de Janeiro.
- 1944 – Flores Da Flores Do Mal – de Charles Baudelaire, edição bilingüe, carvões de Quirino, Livraria José Olympio Editora, Rio de Janeiro.
- Paralelamente a Paul Verlaine – desenhos de Dorca, edição bilingüe, Livraria Martins Editora, São Paulo.
- 1965 – Festival, de Simon Tygel, edição bilingüe, com nus de Gomide.
- Arcanum, de Niles Bond.
- 1967 – Os Frutos Do Tempo (Les Fruits du Temps) – de Simon Tygel, edição bilingüe, com capa de Renato Zamboni.

Seleção de poemas e poesia completa
- 1931 – Poemas Escolhidos, Editores Waissman, Reis e Cia. Ltda., Rio de Janeiro.
- 1944 – TEMPO, com prefácio de Jamil Almansur Haddad e ilustrações de Quirino, Editora Flama Ltda., São Paulo.
- 1952 – Toda a Poesia (1ª edição), seis volumes, Livraria Martins Editora, São Paulo.
- 1967 – Meus versos mais queridos, Edições de Ouro, Rio de Janeiro.

Teatro
- 1916 – Mon coeur balance e Leur ame, escritas em colaboração com Oswald de Andrade, Tipografia Asbahr, São Paulo.
- 1921 – Scheherazada, um ato em versos, publicado em Toda a Poesia, Livraria Martins Editora, São Paulo, 1952 (1ª edição).
- 1939 – O Estudante Poeta, escrita em colaboração com Jaime Barcelos, inédito.

Teatro (traduções)
- 1950 – Entre Quatro Paredes (Huis Clos), de Jean-Paul Sartre, edição do autor, impressa na Revista dos Tribunais Ltda., São Paulo.
- 1952 – A Antígone, transcrição da tragédia de Sófocles, edição bilingüe, Edições Alarico, São Paulo.
- 1954 – Na Festa de São Lourenço, tradução em versos, nas partes tupi e castelhana, do Auto de José de Anchieta, segundo o texto de Maria de Lourdes de Paula Martins, editado pela Comissão do IV Centenário de São Paulo.
- 1965 – História de uma Escada (Historia de una Escalera), de Antonio Buero Vallejo, Editora Vozes Ltda., Petrópolis.

Teatro (traduções inéditas)
- A importância de ser prudente (The Importance of Being Ernest), de Oscar Wilde.
- Orfeu (Orphée), de Jean Cocteau.
- Lembranças de Berta (Hello from Bertha), de Tennessee Williams.
- Eurídice (Eurydice), de Jean Anouilh.

Prosa
- 1924 – Natalika, edição da Candeia Azul, Rio de Janeiro.
- 1926 – Do sentimento nacional na poesia brasileira, tese de concurso, Tipografia da Casa Garraux, São Paulo.
- 1926 – Ritmo, elemento de expressão, tese de concurso. Tipografia da Casa Garraux, São Paulo.
- 1929 – Gente de cinema, I Série, Sociedade Impressora Paulista, São Paulo.
- 1933 – O meu Portugal, Cia. Editora Nacional, São Paulo (reeditado pela Annablumme Editora, São Paulo, 2016, com comentário pormonizado das crônicas que constituem o livro e um extenso estudo introdutório sobre as relações que o autor estabeleceu com Portugal e com a Galiza por Maria Isabel Morán Cabanas e Ulisses Infante)
- 1935 – A Casa, palestra pronunciada no salão do Clube Piratininga e dedicada aos alunos do Ginásio Bandeirantes, Tipografia do Instituto D. Ana Rosa, São Paulo.
- 1944 – Gonçalves Dias e o Romantismo, conferência realizada na Academia Brasileira de Letras, impressa na Revista dos Tribunais Ltda., São Paulo.
- 1948 – Histórias, talvez..., Edições Melhoramentos, São Paulo.
- 1948 – As palavras de Buda, Livraria José Olympio Editora, Rio de Janeiro.
- 1953 – Baile de formatura, ilustrações de Renato Zamboni, editado pelo Departamento de Saúde do Estado de São Paulo.
- 1961 – Jornal de um amante, do Journal d’un Amant, de Simon Tygel.
- 1962 – Cosmópolis, São Paulo/29, oito reportagens de Guilherme de Almeida, carvões de Gomide, Cia. Editora Nacional, São Paulo.

Literatura infantil
- 1941 – O sonho de Marina, texto de Guilherme de Almeida, com ilustrações de Dorca, Edições Melhoramentos, São Paulo.
- 1941 – João Pestana, de Hans Christian Andersen, com ilustrações de Dorca, Edições Melhoramentos, São Paulo.
- 1942 – João Felpudo, de Heinrich Hoffmann, Edições Melhoramentos, São Paulo.
- 1943 – Pinocchio, de Carlo Collodi, Edições Melhoramentos, São Paulo.
- 1943 – O camundongo e outras histórias, de Wilhelm Busch, Edições Melhoramentos, São Paulo.
- 1943 – Corococó e Caracacá, de Wilhelm Busch, Edições Melhoramentos, São Paulo.
- 1943 – O fantasma lambão, de Wilhelm Busch, Edições Melhoramentos, São Paulo.
- 1946 – A mosca, de Wilhelm Busch, Edições Melhoramentos, São Paulo.
- 1946 – Uma oração de criança, de Rachel Field, com desenhos de Elisabeth Orton Jones, Edições Melhoramentos, São Paulo.
- 1949 – A cartola, de Wilhelm Busch, Edições Melhoramentos, São Paulo.

Heráldica
- Autor de brasões de armas das seguintes cidades: São Paulo (SP), Petrópolis (RJ), Volta Redonda (RJ), Londrina (PR), Brasília (DF), Guaxupé (MG), Caconde, Iacanga e Embu das Artes (SP).

Homenagens
- Em Tatuí, interior de São Paulo uma rua no bairro jardim São Paulo, em homenagem aos líderes da Revolução Constitucionalista, leva seu nome.